# Aproteles bulmerae
Aproteles bulmerae е вид бозайник от семейство Плодоядни прилепи (Pteropodidae). Видът е критично застрашен от изчезване.

## Разпространение
Разпространен е в Папуа Нова Гвинея.

## Описание
На дължина достигат до 24,6 cm, а теглото им е около 623,9 g.
Популацията на вида е намаляваща.